# 巴黎到耶路撒冷纪行

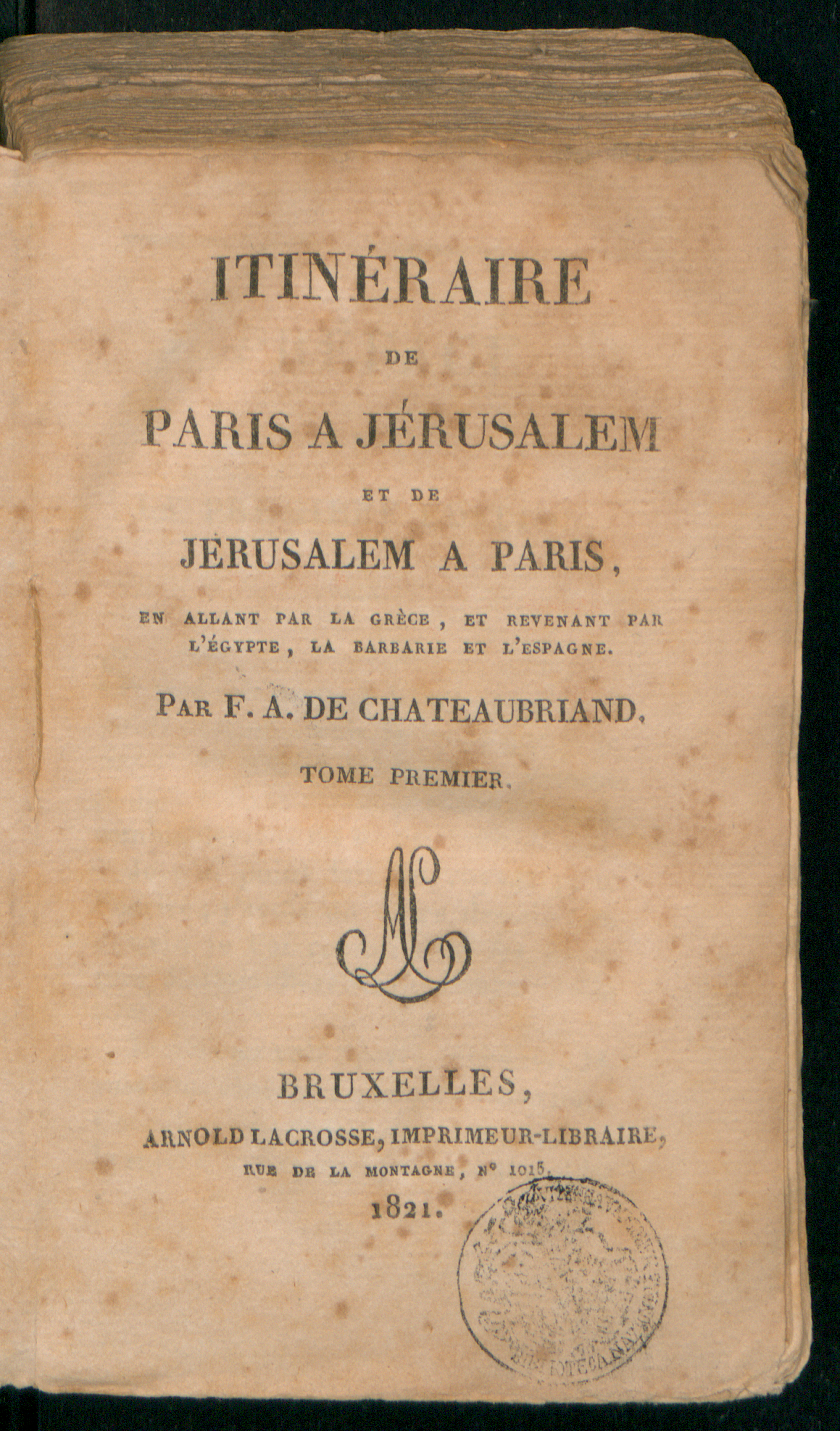
巴黎到耶路撒冷纪，1821年

《巴黎到耶路撒冷纪行》（法语：Itinéraire de Paris à Jérusalem）是法国作家弗朗索瓦-勒内·德·夏多布里昂的一本旅行记述，于1811年出版，讲述了一次从1806年7月到1807年6月的旅行。

## 章节
全书分为七个部分：
1. 希腊
2. 群岛、安纳托利亚、君士坦丁堡
3. 罗得岛、雅法、伯利恒和死海
4. 耶路撒冷
5. 耶路撒冷
6. 埃及
7. 突尼斯和返回法国